# Orthoconchoecia haddoni
Orthoconchoecia haddoni är en kräftdjursart som först beskrevs av Brady och Norman 1896.  Orthoconchoecia haddoni ingår i släktet Orthoconchoecia och familjen Halocyprididae.

## Underarter
Arten delas in i följande underarter:
- O. h. marchilensis
- O. h. haddoni